# Försvarsmaktens specialförband
Försvarsmaktens specialförband (FM SF) är ett Försvarsmaktsgemensam specialförband inom svenska Försvarsmakten som verkat sedan 2000. Förbandsledningen är förlagd i Stockholms garnison i Stockholm.

## Historia
Försvarsmaktens första specialförband, Särskilda skyddsgruppen (SSG), inrättades år 1994 av Överbefälhavaren. År 2000 inrättades Försvarsmaktens specialförband med ledning för att utveckla verksamheten. Den skulle ledas av chefen för strategiledningen, stabsresurser ur Operativa insatsledningen (OPIL) och SSG samt del av Fallsärmsjägarskolan (1. fskjkompaniet). 1. fskjkompaniet är föregångaren till FJS Insatskompani (IK) som bildades 2003 och FJS Insatskompani ersattes 2007 i sin tur av Särskilda Inhämtningsgruppen.
År 2011 sammanslogs SSG och SIG och bildade Särskilda operationsgruppen (SOG).

## Ingående enheter

### Specialförbandsledningen
Specialförbandsledningen (SFL) är förlagd vid Högkvarteret i Stockholm.

### Särskilda operationsgruppen
Särskilda operationsgruppen (SOG) är ett krigsförband förlagt till Karlsborgs garnison.

### Specialoperationsförbanden
Specialoperationsförbanden (FM SOF) är stödjande enheter förlagda vid olika förband.

## Förbandschefer
Chefen för specialförbanden (C SF) ansvarar för samordning och ledning av specialförbanden. Posten innehas av chefen för Ledningsstaben som utses av regeringen.
- 2000–2004: Generallöjtnant Johan Kihl.
- 2005–2009: Konteramiral Jörgen Ericsson.[5]
- 2009–2014: Generallöjtnant Jan Salestrand.[6]
- 2014–2014: Brigadgeneral Urban Molin (stf från 7 oktober 2014)[7]
- 2014–2018: Generallöjtnant Dennis Gyllensporre.[8]
- 2018–20xx: Viceamiral Jonas Haggren [a]

## Namn, beteckning och förläggningsort
| Försvarsmaktens specialförband | 2000-07-01 | – |  |

| FM SF | 2000-07-01 | – |  |

| Stockholms garnison (F) | 2000-07-01 | – |  |
| Karlsborgs garnison (D) | 2000-07-01 | – |  |
| Enköpings garnison (D)  | 20??-??-?? | – |  |
| Såtenäs garnison (D)    | 20??-??-?? | – |  |
| Linköpings garnison (D) | 20??-??-?? | – |  |
| Karlskrona garnison (D) | 20??-??-?? | – |  |